# Linia kolejowa Rumburk – Ebersbach
Linia kolejowa Rumburk – Ebersbach – jednotorowa, regionalna i niezelektryfikowana linia kolejowa w Czechach i w Niemczech. Łączy stację Rumburk ze stacją Ebersbach. Przebiega przez terytorium kraju usteckiego i kraju związkowego Saksonia.